# Santa Clara (Lisboa)
Santa Clara é uma freguesia portuguesa do município de Lisboa, pertencente à Zona Norte da capital, com 3,36 km² de área e 23 645 habitantes 
(censo de 2021). A sua densidade populacional é 7 037,2 hab./km².

## História
Foi criada no âmbito da reorganização administrativa de Lisboa de 2012, que entrou em vigor após as eleições autárquicas de 2013, resultando da agregação da antiga freguesia da Ameixoeira com a quase totalidade da antiga freguesia da Charneca, para além de parcelas de território anteriormente pertencentes às freguesias do Lumiar e de Santa Maria dos Olivais, conforme o mapa apresentado.

Freguesias existentes antes da criação em 2012 da freguesia de Santa Clara.

## Demografia
A população registada nos censos foi:
| Ano  | 0-14 Anos | 15-24 Anos | 25-64 Anos | > 65 Anos |
| 2001 | 3548      | 3344       | 10701      | 2560      |
| 2011 | 4010      | 2655       | 12011      | 3122      |
| 2021 | 4462      | 2882       | 12430      | 3871      |

À data da junção das freguesias, a população registada no censo anterior foi:
| Freguesia atual | Freguesia atual  | Freguesia atual | Freguesias antigas | Freguesias antigas | Freguesias antigas |
| Freguesia       | População (2011) | Área (km²)      | Freguesia          | População (2011)   | Área (km²)         |
| --------------- | ---------------- | --------------- | ------------------ | ------------------ | ------------------ |
| Santa Clara     | 22 480           | 3,36            | Ameixoeira         | 11 863             | 1,60               |
| Santa Clara     | 22 480           | 3,36            | Charneca           | 9935               | 1,72               |

## Sede e Delegações da Junta de Freguesia
- Sede (Ameixoeira) - Largo do Ministro, 1
- Posto de Atendimento (Charneca) - Rua Tito de Morais, 21B

## Arruamentos
A freguesia de Santa Clara contém 135 arruamentos. São eles:
- Alameda António Sérgio
- Avenida  Dr. José Salvado Sampaio
- Avenida Glicínia Quartin
- Avenida Nuno Krus Abecasis[nota 3]
- Avenida Santos e Castro[nota 4]
- Avenida Sérgio Vieira de Mello
- Azinhaga da Cidade[nota 3]
- Azinhaga da Póvoa
- Azinhaga da Torrinha
- Azinhaga das Galinheiras
- Azinhaga de Santa Susana
- Azinhaga do Beco
- Azinhaga do Reguengo
- Azinhaga do Rio
- Azinhaga dos Milagres
- Beco dos Ferreiros
- Calçada de Carriche[nota 3]
- Calçada do Forte da Ameixoeira
- Calçada do Poço[nota 3]
- Campo das Amoreiras
- Estrada da Ameixoeira[nota 3]
- Estrada da Circunvalação[nota 5]
- Estrada da Póvoa
- Estrada de São Bartolomeu
- Estrada do Desvio[nota 3]
- Estrada do Forte da Ameixoeira
- Estrada do Manique
- Estrada do Pisa Pimenta
- Estrada do Poço de Baixo
- Jardim Maria da Luz Ponces de Carvalho
- Largo das Galinheiras
- Largo das Peneireiras
- Largo do Médico
- Largo do Ministro
- Largo do Terreiro
- Largo dos Defensores da República
- Praça Dom António Ribeiro
- Praceta da Quinta de São João Baptista
- Praceta Fernando Valle
- Rampa do Mercado
- Rotunda Almirante Pinheiro de Azevedo
- Rua Actor Epifânio[nota 3]
- Rua Alberto Barbosa
- Rua António Aleixo
- Rua António Botto
- Rua António Dacosta
- Rua António Duarte
- Rua António Vilar
- Rua Armando Ferreira
- Rua Arnaldo Assis Pacheco
- Rua Artur Ramos
- Rua Barata Feyo
- Rua Bernardo Marques
- Rua Berta Cardoso
- Rua Blasco Hugo Fernandes
- Rua Brunilde Júdice
- Rua Carlos Aboim Inglez
- Rua Carlos Amaro
- Rua Carlos Rocha
- Rua Cidade de Tomar
- Rua Comandante Fontoura da Costa[nota 3]
- Rua Constança Capdeville
- Rua da Assunção às Galinheiras
- Rua da Quinta das Lavadeiras
- Rua da Quinta de Santa Susana
- Rua das Calvanas
- Rua das Raparigas
- Rua de Nossa Senhora da Encarnação
- Rua de São José à Charneca
- Rua Direita da Ameixoeira
- Rua do Alto do Chapeleiro
- Rua do Bairro da Cáritas
- Rua do Eucalipto às Galinheiras
- Rua do Grafanil
- Rua dos Balsares de Baixo
- Rua dos Sete Céus
- Rua Eduardo Covas[nota 3]
- Rua Elina Guimarães
- Rua Emídio Santana
- Rua Engº Quartin Graça
- Rua Fernanda Alves
- Rua Fernando Cabral
- Rua Fernando Gusmão
- Rua Frederico de Brito
- Rua General França Borges
- Rua Hein Semke
- Rua Hermínio da Palma Inácio
- Rua Hugo Casaes
- Rua Jaime Relvas
- Rua Jaime Santos
- Rua João Amaral
- Rua João Lourenço Rebelo
- Rua Joaquim Cordeiro
- Rua Jorge Croner de Vasconcelos
- Rua Jorge de Sena
- Rua José Viana
- Rua Lino de Carvalho
- Rua Luís Oliveira Guimarães
- Rua Luís Sá
- Rua Maluda (Maria de Lurdes Ribeiro)
- Rua Mantero Belard
- Rua Manuel António Gomes
- Rua Manuel Lopes
- Rua Manuel Martins da Hora
- Rua Maria de Lourdes Pintasilgo
- Rua Maria Júdice da Costa
- Rua Martin Luther King
- Rua Melo Antunes
- Rua Norberto Lopes
- Rua Octávio Pato
- Rua Pablo Neruda
- Rua Primeiro de Maio ao Grafanil
- Rua Prof. Adelino da Palma Carlos
- Rua Prof. Barahona Fernandes
- Rua Prof. José Pinto Correia[nota 3]
- Rua Quinta da Assunção
- Rua Raul de Carvalho
- Rua Raúl Portela
- Rua Raul Rego
- Rua Reis Pinto
- Rua Rogério de Moura
- Rua Rui Coelho
- Rua Ruy Cinatti
- Rua Tavares Belo
- Rua Teresa de Saldanha
- Rua Tito de Morais
- Rua Varela Silva
- Rua Vasco da Gama Fernandes
- Rua Vasco de Lima Couto
- Rua Vicente Lusitano
- Rua Victor Cunha Rego[nota 3]
- Rua Vitorino Nemésio
- Rua Wenceslau Pinto
- Travessa de Santo André à Ameixoeira
- Travessa de Santo António